# بلروفون ۱۸۰۸
سیارک ۱۸۰۸ (به انگلیسی: 1808 Bellerophon، نامگذاری:2517P-L) هزار و هشتصد و هشتمین سیارک کشف شده‌است که در ۲۴ سپتامبر ۱۹۶۰ کشف شد.
قدر مطلق سیارک برابر ۱۲٫۱۰ است.